# Aldeaquemada
Aldeaquemada é um município da Espanha na província de Jaén, comunidade autónoma da Andaluzia, de área 120,28 km² com população de 539 habitantes (2004) e densidade populacional de 4,48 hab/km².

## Demografia
| Variação demográfica do município entre 1991 e 2004 | Variação demográfica do município entre 1991 e 2004 | Variação demográfica do município entre 1991 e 2004 | Variação demográfica do município entre 1991 e 2004 |
| --------------------------------------------------- | --------------------------------------------------- | --------------------------------------------------- | --------------------------------------------------- |
| 1991                                                | 1996                                                | 2001                                                | 2004                                                |
| 576                                                 | 622                                                 | 576                                                 | 539                                                 |

## Património
- Pinturas rupestres de Garganta de La Hoz